# The Kids Are Coming
The Kids Are Coming é o extended play (EP) de estreia da cantora australiana Tones and I. O EP foi oficialmente lançado em 30 de agosto de 2019, sendo que tinha sido anunciado em 16 de julho de 2019, juntamente com o lançamento do single "Never Seen the Rain".

## Lista de faixas
| N.º            | Título                | Compositor(es) | Produtor(es)        | Duração |  |
| 1.             | "The Kids Are Coming" |                |                     | 3:24    |  |
| 2.             | "Dance Monkey"        | Toni Watson    | Konstantin Kersting | 3:29    |  |
| 3.             | "Colourblind"         |                | Konstantin Kersting | 3:26    |  |
| 4.             | "Johnny Run Away"     | Toni Watson    | Konstantin Kersting | 3:12    |  |
| 5.             | "Jimmy"               |                | Konstantin Kersting | 3:43    |  |
| 6.             | "Never Seen the Rain" |                | Konstantin Kersting | 3:20    |  |
| Duração total: | Duração total:        | Duração total: | Duração total:      | 20:40   |  |

## Créditos
Créditos adaptados de AllMusic.
- Toni Watson – compositora, produtora
- Konstantin Kersting – mixagem, produção
- Kenny Harmon – mixagem
- Randy Belculfine – mixagem
- Andrei Eremin – masterização

## Desempenho nas tabelas musicas

### Tabelas semanais
| Tabela musical (2019–2020)        | Melhor posição |
| --------------------------------- | -------------- |
| Austrália (ARIA Charts)           | 3              |
| Áustria (Ö3 Austria)              | 60             |
| Bélgica (Ultratop de Flandres)    | 46             |
| Bélgica (Ultratop de Valônia)     | 95             |
| Canadá (Canadian Albums)          | 9              |
| Dinamarca (Hitlisten)             | 8              |
| Estados Unidos (Billboard 200)    | 30             |
| Finlândia (IFPI)                  | 19             |
| França (SNEP)                     | 31             |
| Irlanda (IRMA)                    | 40             |
| Itália (FIMI)                     | 72             |
| Letônia (LAIPA)                   | 9              |
| Noruega (VG-lista)                | 3              |
| Nova Zelândia (Recorded Music NZ) | 23             |
| Países Baixos (MegaCharts)        | 96             |
| Suécia (Sverigetopplistan)        | 15             |
| Suíça (Schweizer Hitparade)       | 82             |

## Certificações e vendas
| Região                                                       | Certificação | Vendas  |
| ------------------------------------------------------------ | ------------ | ------- |
| Austrália (ARIA)                                             | Ouro         | 35.000‡ |
| Canadá (Music Canada)                                        | Ouro         | 40.000‡ |
| França (SNEP)                                                | Ouro         | 50.000‡ |
| ‡vendas+valores de streaming baseados apenas na certificação |              |         |